# Leonardo Severini
Leonardo Severini (Roma, 8 dicembre 1921 – Roma, 3 novembre 1976) è stato un attore e doppiatore italiano.

## Biografia
Debutta come attore negli anni quaranta, ma è solo dal 1961, con la commedia Psycosissimo di Steno, che inizia a lavorare con frequenza; pellicola alla quale seguono, nello stesso anno, Il federale di Luciano Salce, Vanina Vanini di Roberto Rossellini e Maciste alla corte del Gran Khan di Riccardo Freda.
In seguito, comincia ad avere ruoli più importanti nelle commedie dirette da Mariano Laurenti, come Satiricosissimo (1970) e Ma che musica maestro! (1971) e si fa apprezzare come valido caratterista in Macchie solari di Armando Crispino (1975).
Tra i personaggi che ha interpretato come doppiatore, si ricorda la seconda voce di Fred Flintstone nella serie animata Gli antenati e quella del Sergente Morgan O'Rourke nel telefilm I forti di Forte Coraggio (1965).
Per la televisione è stato fra gli interpreti degli sceneggiati televisivi La fiera della vanità del 1967, La freccia nera del 1968 e E le stelle stanno a guardare del 1971 diretti da Anton Giulio Majano, L'affare Dreyfus del 1968, diretto da Leandro Castellani, e I Buddenbrook del 1971, per la regia di Edmo Fenoglio.

## Filmografia

### Cinema
- Lohengrin, regia di Max Calandri (1947)
- Processo contro ignoti, regia di Guido Brignone (1952)
- Il cardinale Lambertini, regia di Giorgio Pàstina (1954)
- Peppino e la vecchia signora, regia di Piero Ballerini (1954)
- Quando tramonta il sole, regia di Guido Brignone (1956)
- La sceriffa, regia di Roberto Bianchi Montero (1959)
- Arrangiatevi, regia di Mauro Bolognini (1959)
- Psycosissimo, regia di Steno (1961)
- Maciste alla corte del Gran Khan, regia di Riccardo Freda (1961)
- Il federale, regia di Luciano Salce (1961)
- Vanina Vanini, regia di Roberto Rossellini (1961)
- Le italiane e l'amore, regia di Nelo Risi e Citto Maselli (1961)
- La banda Casaroli, regia di Florestano Vancini (1962)
- La vergine di Norimberga, regia di Antonio Margheriti (1963)
- Satiricosissimo, regia di Mariano Laurenti (1970)
- Ma che musica maestro!, regia di Mariano Laurenti (1971)
- La polizia chiede aiuto, regia di Massimo Dallamano (1974)
- Macchie solari, regia di Armando Crispino (1975)
- Mark il poliziotto spara per primo, regia di Stelvio Massi (1975)

### Televisione
- L'affare Dreyfus, regia di Leandro Castellani – miniserie TV (1968)
- Sherlock Holmes, regia di Guglielmo Morandi – miniserie TV (1968)
- La freccia nera – miniserie TV (1968)
- Rebecca, regia di Eros Macchi – film TV (1969)
- I Buddenbrook, regia di Edmo Fenoglio – miniserie TV (1971)
- Epitaffio per George Dillon, regia di Fulvio Tolusso – film TV (1971)
- Il grosso affare, regia di Guglielmo Morandi – film TV (1971)
- Tre donne – miniserie TV (1971)
- L'allodola, prosa TV di Jean Anouilh, regia di Vittorio Cottafavi, trasmessa dal Secondo canale il 16 marzo 1973.
- Qui squadra mobile – miniserie TV (1973)
- Vino e pane – miniserie TV (1973)
- Marco Visconti – miniserie TV (1975)
- La guerra al tavolo della pace, regia di Massimo Sani e Paolo Gazzara – miniserie TV (1975)
- Il figlio di due madri – miniserie TV (1976)

## Prosa televisiva
- Tana di ladri, regia di Eros Macchi, trasmessa l'11 agosto 1961.
- La storia di Re Enrico IV di Shakespeare, regia di Sandro Bolchi, trasmessa il 17 febbraio 1963.
- Al calar del sipario, regia di Marcello Sartarelli, trasmessa il 26 novembre 1965.
- Le inchieste del commissario Maigret, episodio L'ombra cinese, trasmessa nel 1966.
- La fiera della vanità, trasmessa nel 1967.
- Non cantare, spara, regia di Daniele D'Anza, trasmessa nel 1968.
- E le stelle stanno a guardare, trasmessa nel 1971.
- Napoleone a Sant'Elena, regia di Vittorio Cottafavi, trasmessa nel 1973.
- Il commissario De Vincenzi, episodio Il candelabro a sette fiamme, trasmessa nel 1974.

## Prosa radiofonica Rai
- Gli alberi muoiono in piedi, commedia di Alessandro Casona, regia di Emma Gramatica, trasmessa il 14 settembre 1953.

## Doppiaggio
- Strother Martin in Il mucchio selvaggio
- Louis de Funès in Nemici... per la pelle
- Jess Hahn in Il grande duello
- Dennis Price in Oscar insanguinato
- Burgess Meredith in Ballata macabra
- Lionel Stander in Al di là della legge
- Aydin Barbaoglu in La meravigliosa favola di Biancaneve
- Seamon Glass in Un tranquillo weekend di paura
- Ku Wen Chung in Cinque dita di violenza
- Boris Zakawha in Guerra e pace
- Reinhard Kolldehoffin Una ragione per vivere e una per morire
- Luciano Pigozzi in La frusta e il corpo
- Franco Pesce in Sono Sartana, il vostro becchino
- Andrea Aureli in Le pistole non discutono
- Mario Brega in La taglia è tua... l'uomo l'ammazzo io!
- Will Geer in Corvo rosso non avrai il mio scalpo!
- Fred Flinstones in Gli antenati
- Fume in Grisù il draghetto